# Pavilhão de Festas

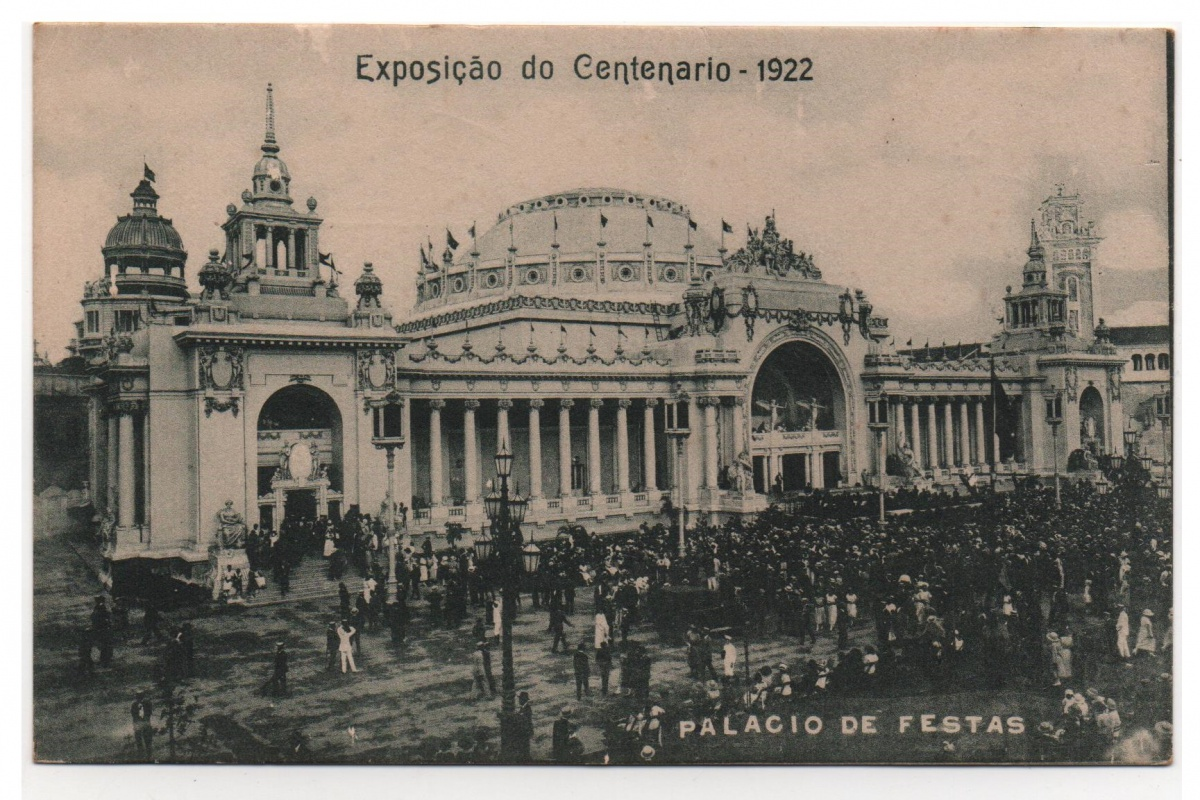
Palácio das Festas, com um grande público.

O Pavilhão de Festas ou Palácio das Festas foi um prédio em estilo eclético edificado no Rio de Janeiro para a Exposição Internacional do Centenário da Independência em 1922. Projetado por Archimedes Memória e Francisque Cuchet, o edifício foi um dos prédios considerados mais belos e detalhados de toda a exposição e contou com várias obras de arte para enfeitá-lo. Assim como a maioria dos edifícios, o Pavilhão de Festas foi demolido após o fim da exposição.
O edifício, reservado para eventos da exposição contava com um grande salão de festas e espaços para exposições. O pórtico do palácio foi decorado com motivos relacionados à natureza brasileira e também  alegóricos.

## Galeria

O Palácio das Festas no centro, o Pavilhão das Indústrias (atual Museu Histórico Nacional) do lado direito, e o Morro do Castelo ao fundo, a torre da Igreja de Santo Inácio acima do palácio. Visto do Parque de Diversões.
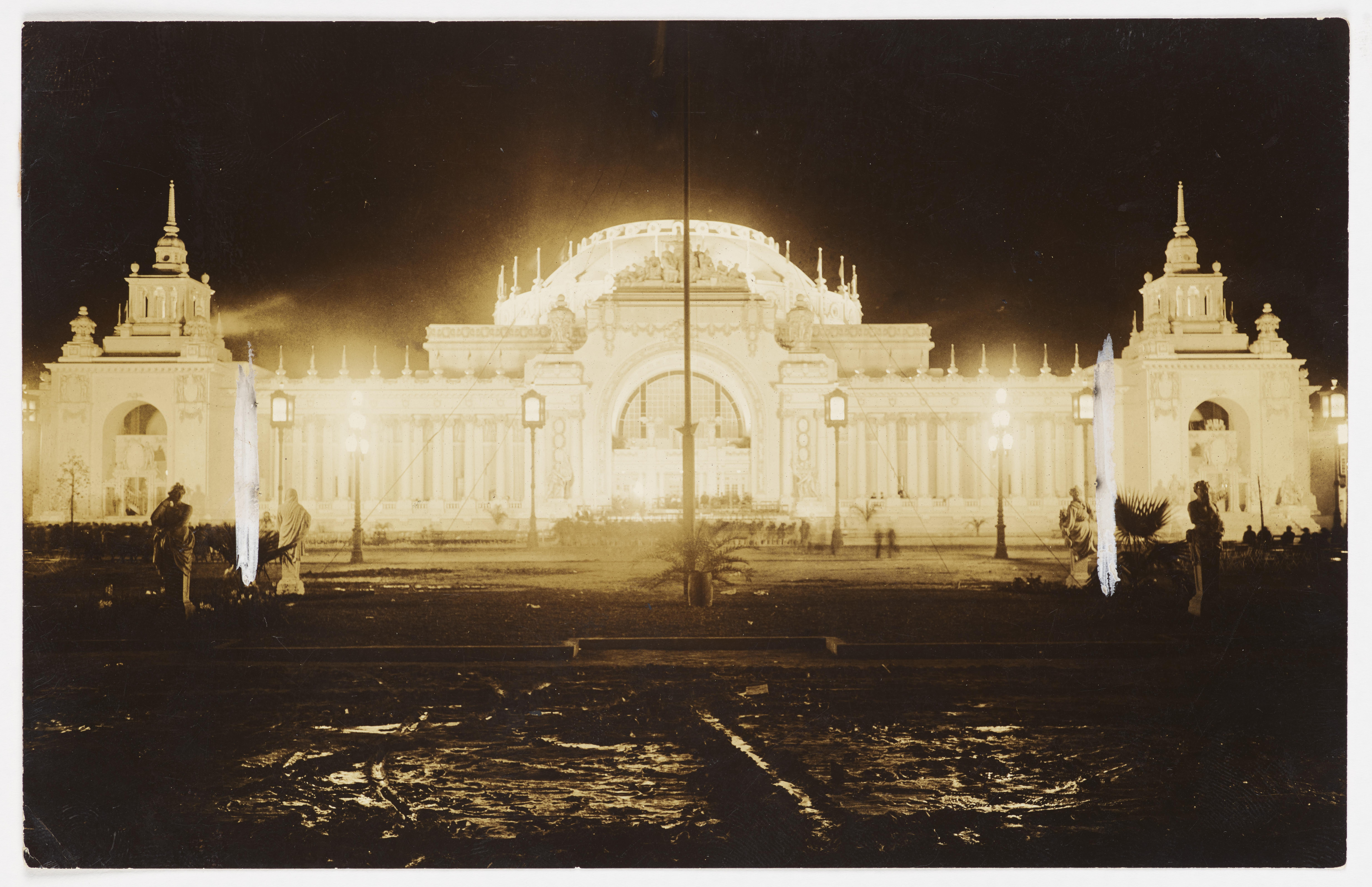
Palácio das Festas Iluminado.
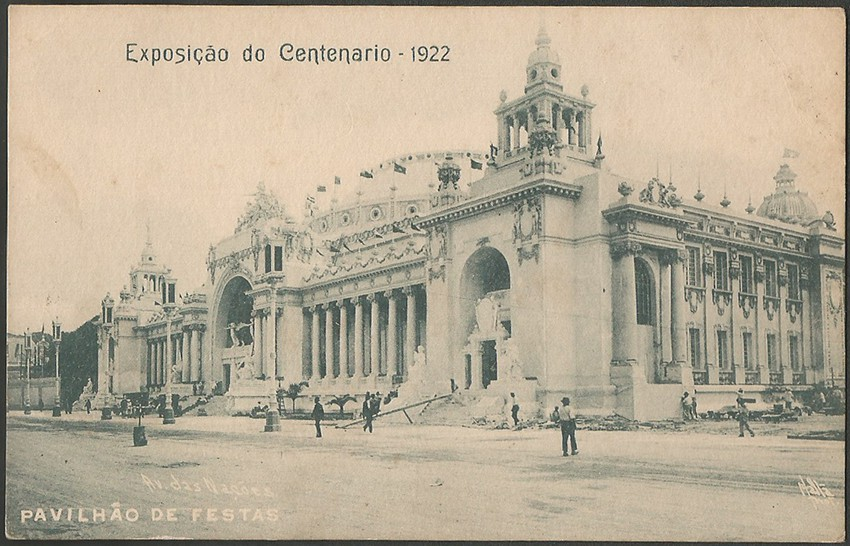
O palácio das festas visto de outro ângulo.
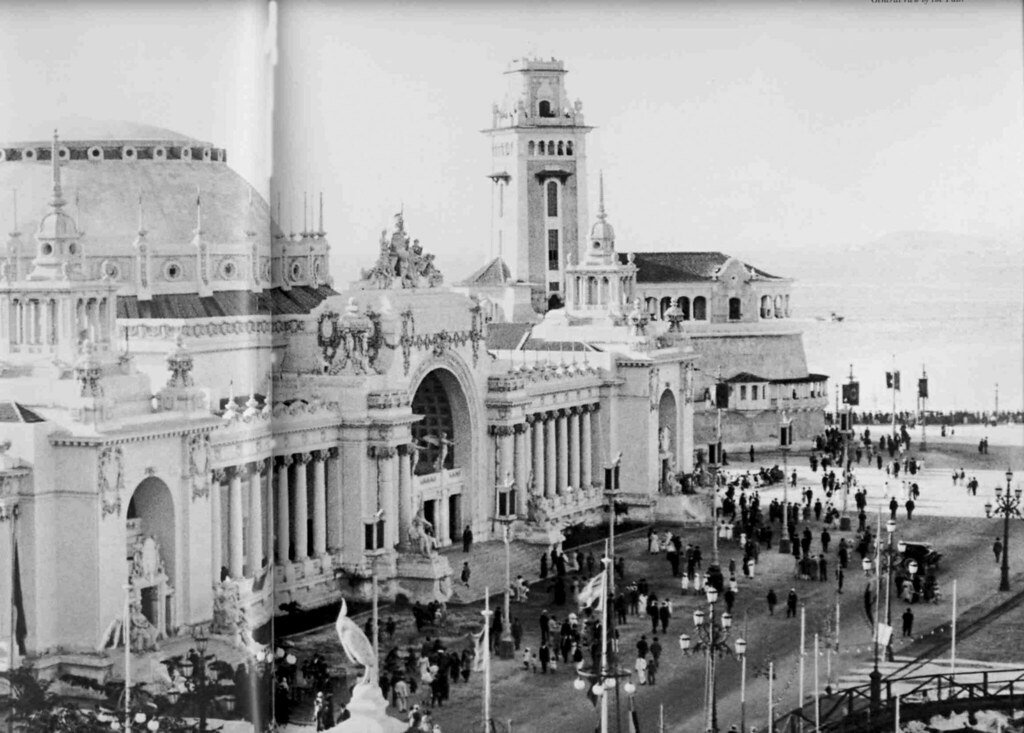
Pavilhão das Festas, com o Pavilhão das Grandes Indústrias ao fundo.